# Ichneumon stramineus
Ichneumon stramineus là một loài tò vò trong họ Ichneumonidae.